# Eric Portman
Eric Portman, nato Eric Harold Portman (Halifax, 13 luglio 1901 – St Veep, 7 dicembre 1969), è stato un attore inglese.
Viene ricordato soprattutto per i ruoli interpretati negli anni quaranta in alcuni film di Michael Powell ed Emeric Pressburger.

## Filmografia parziale

### Cinema
- The Girl from Maxim's, regia di Alexander Korda (1933)
- Old Roses, regia di Bernard Mainwaring (1935)
- Il sultano rosso (Abdul the Damned), regia di Karl Grune (1935)
- Hyde Park Corner, regia di Sinclair Hill (1935)
- Maria Marten, or The Murder in the Red Barn, regia di Milton Rosmer (1935)
- The Cardinal, regia di Sinclair Hill (1936)
- The Crimes of Stephen Hawke, regia di George King (1936)
- Hearts of Humanity, regia di John Baxter (1936)
- Ardente fiamma (Moonlight Sonata), regia di Lothar Mendes (1937)
- Il principe e il povero (The Prince and the Pauper), regia di William Dieterle e William Keighley (1937)
- The Singing Marine, regia di Ray Enright (1937)
- Gli invasori - 49º parallelo (49th Parallel), regia di Michael Powell (1941)
- Volo senza ritorno (One of Our Aircraft Is Missing), regia di Michael Powell ed Emeric Pressburger (1942)
- La tigre del mare (We Dive at Dawn), regia di Anthony Asquith (1943)
- Due nella tempeste (Millions Like Us), regia di Sidney Gilliat, Frank Launder (1943)
- Un racconto di Canterbury (A Canterbury Tale), regia di Michael Powell ed Emeric Pressburger (1944)
- Un delitto nella notte (Wanted for Murder), regia di Lawrence Huntington (1946)
- Uomini di due mondi (Men of Two Worlds), regia di Thorold Dickinson (1946)
- Tormento (Dear Murdered), regia di Arthur Crabtree (1947)
- Il marchio di Caino (The Mark of Cain), regia di Brian Desmond Hurst (1947)
- Il mistero degli specchi (Corridor of Mirrors), regia di Terence Young (1948)
- Il boia arriva all'alba (Daybreak), regia di Compton Bennett (1948)
- Accadde a Praga (The Blind Goddess), regia di Harold French (1948)
- Il ragno e la mosca (The Spider and the Fly), regia di Robert Hamer (1949)
- Cairo Road - Sulla via del Cairo (Cairo Road), regia di David MacDonald (1949)
- Stupenda conquista (The Magic Box), regia di John Boulting (1951)
- Moloch il dio della vendetta (South of Algiers), regia di Jack Lee (1953)
- La giungla degli implacabili (The Colditz Story), regia di Guy Hamilton (1955)
- Profondo come il mare (The Deep Blue Sea), regia di Anatole Litvak (1955)
- The Good Companions, regia di J. Lee Thompson (1957)
- Il dubbio (The Naked Edge), regia di Michael Anderson (1961)
- Freud - Passioni segrete (Freud), regia di John Huston (1962)
- Chiamate West 11: risponde un assassino (West 11), regia di Michael Winner (1963)
- L'uomo che morì tre volte (The Man Who Finally Died), regia di Quentin Lawrence (1963)
- Stato d'allarme (The Bedford Incident), regia di James B. Harris (1965)
- La spia dal naso freddo (The Spy with the Cold Nose), regia di Daniel Petrie (1966)
- Mandato di uccidere (Assignment to Kill), regia di Sheldon Reynolds (1968)
- Passo falso (Deadfall), regia di Bryan Forbes (1968)

### Televisione
- The Constant Nymph - film TV (1938)
- A Hundred Years Old (1938) - film TV
- The Rivals - film TV (1938)
- The Gamblers - film TV (1939)
- The Alcoa Hour – serie TV, episodio 2x08 (1957)
- The DuPont Show of the Month – serie TV, episodio 1x07 (1958)
- Il prigioniero (The Prisoner) - serie TV, episodio 4 (1967)
- Adam Strange (Strange Report) - serie TV (1969)

## Doppiatori italiani
- Giorgio Capecchi in Il dubbio
- Giulio Panicali in Stato d'allarme
- Romano Malaspina in Gli invasori (ridoppiaggio)